# 2009–2010-es szlovén labdarúgó-bajnokság (első osztály)
A 2009–2010-es szlovén labdarúgó-bajnokság élvonalának (hivatalos nevén: Prva SNL) küzdelmei 10 csapat részvételével 2009. július 18-án kezdődtek és 2010. május 16-án értek véget. A pontvadászatot története során először a Luka Koper együttese nyerte.

## A bajnokság rendszere
A pontvadászat 10 csapat részvételével zajlik, a csapatok a őszi-tavaszi lebonyolításban duplázott oda-visszavágós, körmérkőzéses rendszerben mérkőznek meg egymással. Minden csapat minden csapattal négyszer mérkőzik meg, kétszer pályaválasztóként, kétszer pedig idegenben. A bajnokság győztese a szlovén bajnok, a 10. helyen záró csapat kiesik a másodosztályba, míg a 9. helyezett osztályozó-mérkőzést játszik a másodosztály ezüstérmes csapatával.
A másodosztály győztese feljut az élvonalba.

## Változások az előző szezonhoz képest
Kiesett az élvonalból
- NK Primorje

Feljutott a másodosztályból
- Olimpija Ljubljana

## Csapatok, stadionok
| Csapat               | Székhely    | Stadion              | Befogad. |
| -------------------- | ----------- | -------------------- | -------- |
| NK Celje             | Celje       | Arena Petrol         | 13 400   |
| NK Domžale           | Domžale     | Športni park         | 3 212    |
| Drava Ptuj           | Ptuj        | Mestni Stadion       | 2 200    |
| ND Gorica            | Nova Gorica | Športni park         | 3 066    |
| Interblock Ljubljana | Ljubljana   | ŽŠD Ljubljana        | 5 000    |
| FC Koper             | Koper       | SRC Bonifika Stadion | 4 500    |
| NK Maribor           | Maribor     | Stadion Ljudski Vrt  | 12 435   |
| Nafta                | Lendva      | Športni park         | 2 030    |
| Olimpija             | Ljubljana   | Bežigrad Stadion     | 8 211    |
| Rudar Velenje        | Velenje     | Ob Jezeru Stadion    | 2 500    |

## Végeredmény
| #   | Csapat                | M  | GY | D  | V  | G+ – G– | GK  | P                                    | Megjegyzések                                   |
| --- | --------------------- | -- | -- | -- | -- | ------- | --- | ------------------------------------ | ---------------------------------------------- |
| 1.  | Luka Koper (B)        | 36 | 21 | 10 | 5  | 59–35   | +24 | 73                                   | 2010–2011-es Bajnokok Ligája – 2. selejtezőkör |
| 2.  | NK MariborCV (KGY)    | 36 | 18 | 8  | 10 | 58–44   | +14 | 62                                   | 2010–2011-es Európa-liga – 2. selejtezőkör2    |
| 3.  | Gorica                | 36 | 16 | 7  | 13 | 74–60   | +14 | 55                                   | 2010–2011-es Európa-liga – 2. selejtezőkör     |
| 4.  | Olimpija LjubljanaÚ   | 36 | 16 | 7  | 13 | 51–33   | +18 | 531                                  | 2010–2011-es Európa-liga – 1. selejtezőkör     |
| 5.  | CM Celje              | 36 | 14 | 9  | 13 | 53–56   | −3  | 51 \|rowspan="4" bgcolor="#FAFAFA"\| |                                                |
| 6.  | Nafta Lendava         | 36 | 14 | 7  | 15 | 51–53   | −2  | 49                                   |                                                |
| 7.  | Rudar Velenje         | 36 | 15 | 4  | 17 | 46–52   | −6  | 49                                   |                                                |
| 8.  | NK Domžale            | 36 | 12 | 9  | 15 | 51–59   | −8  | 45                                   |                                                |
| 9.  | Interblock LjubljanaK | 36 | 9  | 6  | 21 | 35–64   | −29 | 33                                   | Osztályozó                                     |
| 10. | Drava Ptuj (K)        | 36 | 7  | 9  | 20 | 34–56   | −22 | 30                                   | 2. SNL                                         |

Forrás: A Prva SNL hivatalos oldala (szlovénül) 
A rangsorolás alapszabályai: 1. összpontszám, 2. egymás elleni eredmények összpontszáma, 3. gólkülönbség, 4. szerzett gólok száma.
1Az Olimpija Ljubljanától 2 pontot levontak, mivel egyik mérkőzését nem játszotta le a másodosztályban.

2Az NK Maribor nyerte a 2009–10-es szlovén kupát, így bajnokság bronzérmesével együtt a 2010–2011-es Európa-liga 2. selejtezőkörében, míg a bajnokság 4. helyezettje a 2010–2011-es Európa-liga 1. selejtezőkörében indulhat.
(B): Bajnokcsapat, (K): Kieső csapat, (F): Feljutó csapat, (I): Kupainduló, (R): A rájátszás győztese, (KGY): Kupagyőztes

### Osztályozó
A 9. helyezett csapat oda-visszavágós osztályozót játszik a másodosztály ezüstérmes csapatával. A párharc győztese vehet részt a következő idény élvonalbeli küzdelmében.

## Kereszttáblák

### A szezon első fele
| Hazai \ Vendég1      | CEL | DOM | DRA | GOR | INT | KOP | MAR | NAF | OLI | RUD |
| CM Celje             |     | 2–3 | 1–0 | 2–0 | 3–1 | 0–1 | 2–1 | 2–2 | 1–1 | 0–4 |
| NK Domžale           | 1–5 |     | 2–2 | 1–4 | 1–0 | 1–1 | 1–3 | 2–1 | 1–2 | 2–0 |
| Drava Ptuj           | 0–1 | 2–1 |     | 1–1 | 1–1 | 1–3 | 0–2 | 1–2 | 0–3 | 1–0 |
| Gorica               | 1–1 | 1–1 | 1–2 |     | 4–3 | 1–2 | 2–3 | 3–1 | 1–2 | 1–3 |
| Interblock Ljubljana | 1–2 | 0–0 | 2–1 | 3–1 |     | 0–1 | 2–1 | 1–1 | 0–1 | 3–1 |
| Luka Koper           | 1–0 | 0–1 | 0–0 | 1–1 | 2–1 |     | 1–3 | 3–1 | 2–1 | 2–2 |
| NK Maribor           | 3–3 | 1–2 | 2–2 | 0–1 | 1–0 | 1–2 |     | 3–1 | 1–0 | 0–2 |
| Nafta Lendava        | 2–2 | 2–2 | 3–1 | 2–1 | 0–1 | 3–1 | 2–4 |     | 1–0 | 5–2 |
| Olimpija Ljubljana   | 4–2 | 3–1 | 3–0 | 1–1 | 1–3 | 0–1 | 0–1 | 2–0 |     | 0–1 |
| Rudar Velenje        | 2–0 | 4–1 | 0–3 | 0–3 | 2–1 | 2–2 | 1–0 | 2–0 | 0–3 |     |

Forrás: A Prva SNL hivatalos oldala (szlovénül) 
1A hazai csapatok a bal oldali oszlopban szerepelnek.
Színek: Zöld = hazai győzelem; Sárga = döntetlen; Piros = vendéggyőzelem.
 

### A szezon második fele
| Hazai \ Vendég1      | CEL | DOM | DRA | GOR | INT | KOP | MAR | NAF | OLI | RUD |
| CM Celje             |     | 1–0 | 3–0 | 1–4 | 5–1 | 1–3 | 0–2 | 3–2 | 1–0 | 0–0 |
| NK Domžale           | 2–2 |     | 2–0 | 2–3 | 2–1 | 0–1 | 2–3 | 3–1 | 1–2 | 1–1 |
| Drava Ptuj           | 0–1 | 2–1 |     | 2–4 | 3–1 | 1–1 | 0–1 | 0–0 | 0–0 | 0–1 |
| Gorica               | 3–0 | 2–3 | 2–1 |     | 6–1 | 1–2 | 3–3 | 3–1 | 1–1 | 2–1 |
| Interblock Ljubljana | 0–0 | 2–1 | 0–2 | 0–5 |     | 0–5 | 0–1 | 1–1 | 2–1 | 0–1 |
| Luka Koper           | 4–0 | 1–3 | 1–1 | 3–2 | 0–0 |     | 0–0 | 2–0 | 1–0 | 2–1 |
| NK Maribor           | 1–1 | 1–1 | 3–2 | 3–1 | 1–0 | 2–2 |     | 1–2 | 2–1 | 0–1 |
| Naftan Lendava       | 2–1 | 2–0 | 1–0 | 0–1 | 3–1 | 1–2 | 3–1 |     | 0–1 | 2–0 |
| Olimpija Ljubljana   | 1–3 | 1–1 | 2–0 | 5–0 | 2–0 | 3–1 | 1–1 | 0–0 |     | 0–1 |
| Rudar Velenje        | 3–1 | 0–2 | 4–2 | 2–3 | 1–2 | 0–2 | 0–2 | 0–1 | 1–3 |     |

Forrás: A Prva SNL hivatalos oldala (szlovénül) 
1A hazai csapatok a bal oldali oszlopban szerepelnek.
Színek: Zöld = hazai győzelem; Sárga = döntetlen; Piros = vendéggyőzelem.
 

## A góllövőlista élmezőnye
Forrás: A Prva SNL hivatalos oldala (szlovénül).
23 gólos
- Milan Osterc (Gorica)

15 gólos
- Dragan Jelič (NK Maribor)

12 gólos
- Mitja Brulc (Luka Koper)
- Dalibor Volaš (Nafta Lendava)

11 gólos
- Goran Cvijanovič (ND Gorica)
- Miran Pavlin (Luka Koper)
- Dalibor Radujko (Luka Koper)

10 gólos
- Ivan Brečevič (ND Gorica)
- Slaviša Dvorančič (Celje)
- Marco Tavares (NK Maribor)

## Külső hivatkozások
- A Prva SNL hivatalos oldala (szlovénül)